# Бизант, Дейв
Дэвид Джон «Дейв» Бизант (англ. David John "Dave" Beasant; род. 20 марта 1959[…], Уиллесден, Мидлсекс) — английский футболист. Выступал на позиции вратаря за английские клубы «Уимблдон», «Ноттингем Форест», «Челси», «Ньюкасл Юнайтед», «Саутгемптон». Также провёл два матча, защищая ворота национальной сборной Англии.

## Карьера игрока
В профессиональном футболе дебютировал в 1979 году выступлениями за команду клуба «Уимблдон», в котором провел девять сезонов, приняв участие в 340 матчах чемпионата. Большинство времени, проведенного в составе «Уимблдона», был основным голкипером команды. В составе стал обладателем Кубка Англии.
Впоследствии с 1988 по 2003 год играл в составе таких команд как «Ньюкасл Юнайтед», «Челси», «Гримсби Таун», «Вулверхэмптон Уондерерс», «Саутгемптон», «Ноттингем Форест», «Портсмут», «Тоттенхэм Хотспур», «Брэдфорд Сити», «Уиган Атлетик» и «Брайтон энд Хоув Альбион».
Завершил профессиональную игровую карьеру в клубе «Фулхэм», за который выступал в 2003—2004 годах.
В 1989 году дебютировал в официальных матчах в составе сборной Англии. За сборную провел всего два матча. В составе сборной был участником чемпионата мира 1990 года в Италии.

## Достижения
- Обладатель Кубка Англии: 1988